# Ophrys flammeola
Ophrys flammeola P.Delforge, 2000 es una especie de orquídea terrestre de la familia de las orquidáceas, endémica de Sicilia.
- Datos: Q608975
- Multimedia: Ophrys flammeola / Q608975